# Amergin Glúingel
Amergin Glúingel (joelho branco) ou Glúnmar (joelho grande) foi um bardo e druida dos Milesianos no Ciclo Mitológico Irlandês . Ele foi nomeado Ollamh Érenn (Líder Ollam) da Irlanda por seus dois irmãos, Eber Finn e Érimón, os Altos Reis da Irlanda. Uma série de poemas atribuídos a Amergin fazem parte da mitologia Milesiana.

## Mito
Um dos sete filhos de Míle Espáine, participou da conquista milesiana da Irlanda contra os Tuatha Dé Danann, a conquista ocorreu como uma vingança pela morte de tio-avô Ith, que foi traiçoeiramente assassinado pelos três reis dos Tuatha Dé Danann, Mac Cuill , Mac Cecht e Mac Gréine. Os milesianos  desembarcaram no estuário de Inber Scéne, no Condado de Kerry (nomeado em homenagem a esposa de Amergin Scéne, que morreu no mar durante a travessia). As três rainhas dos Tuatha Dé Danann, ( Banba , Ériu e Fódla ), deu, por sua vez, a permissão para Amergin e seu povo se estabelecerem na Irlanda. Mas para isso cada uma das irmãs pediu  para Amergin nomear a ilha com o nome dela, e foi o que Amergin fez: Ériu é a origem do moderno Éire , enquanto Banba e Fódla são usados como nomes poéticos para a Irlanda, da mesma forma que Albion é usado para designar a Grã-Bretanha .
Os Milesianos precisavam tomar a ilha engajando-se em batalha contra os três reis, seus druidas e guerreiros. Amergin agiu como um juiz imparcial entre as partes, definindo as regras do engajamento. Os Milesianos concordaram em deixar a ilha e recuar a uma curta distância de volta ao oceano além da nona onda, um limite mágico. Após três dias, voltariam para a praia, mas os druidas dos Tuatha Dé Danann invocaram uma tempestade mágica para mantê-los sem condições de alcançar a terra. No entanto, Amergin cantou um feitiço invocando o espírito da Irlanda, que veio a ser conhecido como O canto de Amergin , e ele foi capaz de acalmar a tempestade e trazer o navio em segurança à terra. Na batalha que se seguiu, houve grandes perdas de todos os lados, mas os milesianos conseguiram a vitória ao final do dia. Cada um dos três reis dos Tuatha Dé Danann foram mortos em um combate único pelos três dos filhos  de Míle sobreviventes, Eber Finn , Érimón e Amergin   .
Amergin em seguida, dividiu a terra entre seus dois irmãos, Eber ficou com a metade sul da Irlanda, Érimón o norte. No ano seguinte Érimón derrotou Éber em batalha e se tornou rei de toda a ilha, e dois anos mais tarde matou Amergin em outra batalha. A tradição local em Drogheda afirma que a sepultura de Amergin está localizada no Forte Millmount .
Alguns dos poemas galeses medievais sobre temas mitológicos atribuídos ao poeta do Século VI, Taliesin no Livro de Taliesin têm semelhanças aos atribuídos a Amergin. [carece de fontes?]